# Genet

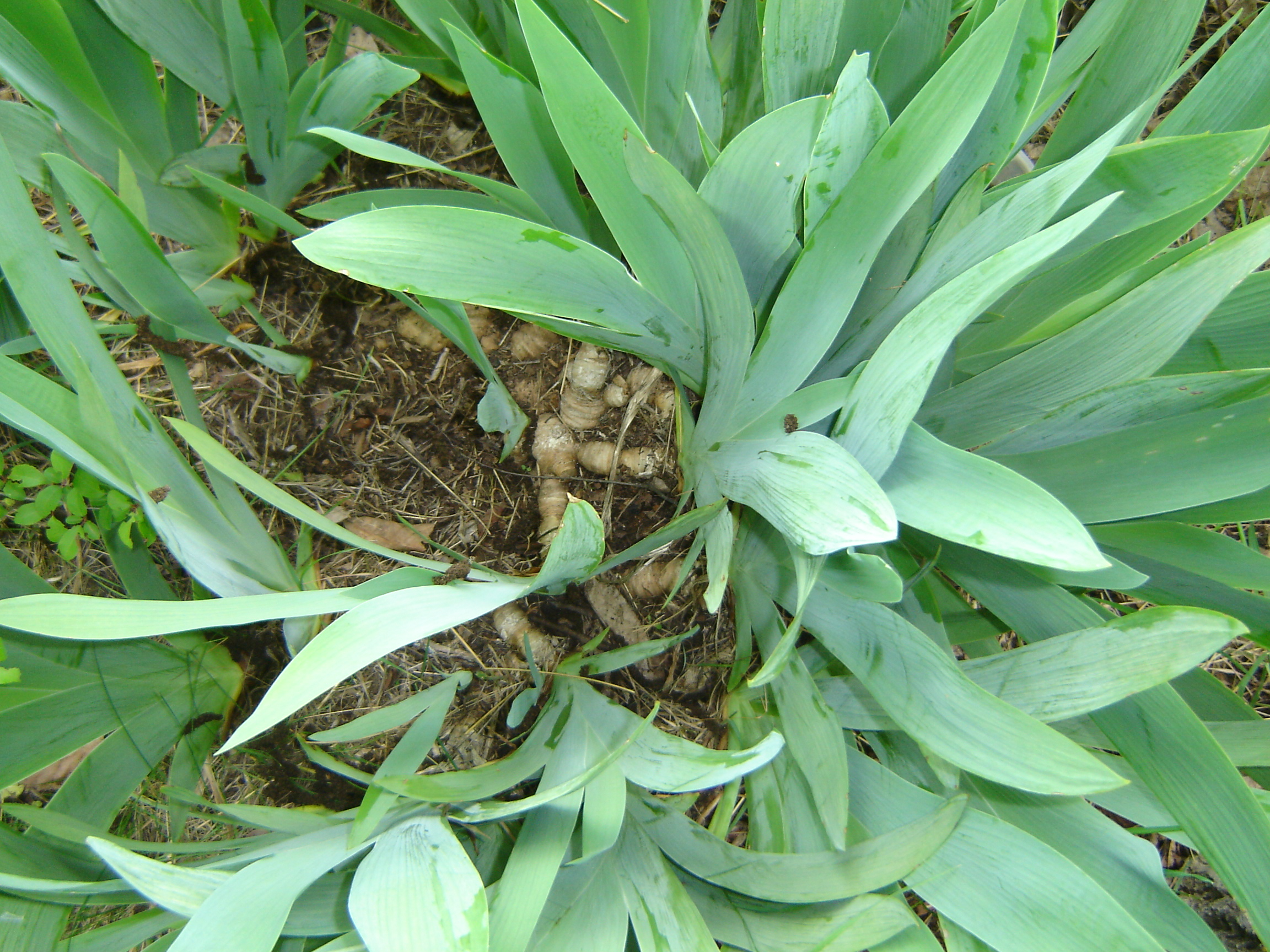
Genet von Iris germanica

Als Genet (von griechisch γενεά geneá, deutsch ‚Abstammung‘) oder Klonkolonie bezeichnet man in der Botanik ein Kollektiv von Pflanzen (oder Pilzen), die unter der Erde beispielsweise über ein Rhizom (bzw. Myzel) verbunden sind oder waren. Die Pflanzen scheinen also eigenständig zu sein, sind tatsächlich aber durch vegetative Vermehrung entstanden und bilden einen Klon (vgl. englisch clonal colony als Synonym für genet). Einen solchen einzelnen Klon bezeichnet man als Ramet, also die kleinste lebensfähige Einheit eines Genets. Die Begriffe Genet und Ramet sind im Kontext zueinander zu verstehen. Alle Ramets desselben Ursprungs bilden die Gesamtheit eines Klons. Demnach ist eine Erdbeermutterpflanze mit ihren Ausläufern ein Genet, all ihre Ableger sind Rameten und bilden zusammen einen Klon. Ebenso verhält es sich zum Beispiel mit einer Gemüse- oder Tulpenzwiebel und ihren aus den Tochterzwiebeln entstandenen Nachkommen.
Verwendung finden diese Begriffe insbesondere in der aktuellen Forschung, um vegetativ entstandene Individuen und ihre Vorläufer eindeutig charakterisieren zu können. So können zum Beispiel die Bäume eines ganzen Waldes Rameten eines einzigen Genets sein, wie Pando in US-Bundesstaat Utah oder die Büsche einer Buschlandschaft, zum Beispiel King Clone in Kalifornien. Auch ein großer Teil der Individuen in Grasbeständen kann auf vegetativer Vermehrung (Dividuenbildung) beruhen. Die ältesten bekannten solchen Baumklonkolonien sind 60–70 Mio. Jahre alt.